# Љехота под Втачњиком
Љехота под Втачњиком (слч. Lehota pod Vtáčnikom) насељено је мјесто са административним статусом сеоске општине (слч. obec) у округу Прјевидза, у Тренчинском крају, Словачка Република.

## Становништво
| Година:    | 1994. | 2004.   | 2014.   | 2024.   |
| ---------- | ----- | ------- | ------- | ------- |
| Број људи: | 3695  | 3791    | 3922    | 3697    |
| Разлика:   |       | +2,59 % | +3,45 % | -5,73 % |

| Година:    | 2023. | 2024.   |
| ---------- | ----- | ------- |
| Број људи: | 3740  | 3697    |
| Разлика:   |       | -1,14 % |

Према подацима о броју становника из 2011. године насеље је имало 3.897 становника.